# Photinia benthamiana
Photinia benthamiana är en rosväxtart som beskrevs av Henry Fletcher Hance. Photinia benthamiana ingår i släktet Photinia och familjen rosväxter.

## Underarter
Arten delas in i följande underarter:
- P. b. obovata
- P. b. salicifolia